# Przemysław Waściński
Przemysław Waściński (Polonia, 29 de marzo de 1995) es un atleta polaco especializado en la prueba de 4x400 m, en la que consiguió ser campeón europeo en pista cubierta en 2017.

## Carrera deportiva
En el Campeonato Europeo de Atletismo en Pista Cubierta de 2017 ganó la medalla de oro en los relevos de 4x400 metros, con un tiempo de 3:06.99 segundos, por delante de Bélgica y República Checa (bronce).